# Michael Breaugh
Pour les articles homonymes, voir Breaugh.
Michael James Breaugh (13 septembre 1942-22 novembre 2019) est un homme politique canadien de l'Ontario. Il est député fédéral néo-démocrate de la circonscription ontarienne d'Oshawa de 1990 à 1993.
Il est aussi député provincial néo-démocrate de la circonscription ontarienne d'Oshawa de 1975 à 1990.

## Biographie
Né à Toronto en Ontario, Breaugh étudie au Teachers' College de Peterborough et à l'université Queen's et l'université de Toronto. Enseignant de formation, il entre dans l'exécutif de la Ontario English Catholic Teachers Association.

### Carrière politique
Élu sur la scène provinciale en 1975 et réélu en 1977, il est facilement élu dans la circonscription ouvrière d'Oshawa. 
Les néo-démocrates termine en troisième place en 1977 et conduit le chef Stephen Lewis à démissionner en 1978. Breaugh tente de lui succéder et termine en troisième avec 499 votes. Éliminé, la plupart de ses supporteurs se range derrière Michael Cassidy, ce qui lui permet une courte victoire devant Ian Deans.
Réélu en 1981, en 1985 et en 1987, il entretient une pauvre relation avec le nouveau chef Bob Rae qui remplace Cassidy en 1982. Il se montre plusieurs fois critique de sa direction et décide de quitter Queen's Park en 1990.
Se présentant à la succession d'Ed Broadbent sur la scène fédérale lors d'une élection partielle en 1990, il ne parvient pas à être réélu en 1993. Le gouvernement provincial de Rae est alors considéré comme largement responsable de la défaite de Breaugh en raison de la perte des soutiens des organisations syndicales et de ses politiques d'austérités. 
Il supporte Howard Hampton lors de la course à la chefferie des Néo-démocrates ontariens en 1996.
Breaugh meurt à Oshawa en 2019,.